# 姫田真武
姫田 真武（ひめだ まなぶ、1988年 - ）は、日本の映像作家、アニメーター。宮崎県宮崎市生まれ。
主に、NHKの音楽番組『みんなのうた』、『おかあさんといっしょ』などのアニメーションを制作している。

## 作成作品一覧

### みんなのうた
- ◆は、5分間1曲枠の楽曲（ロングのうた）。
- 丘シカ地下イカ坂 / SAKANAMON（2020年4月・5月放送）